# El verano que vivimos
El verano que vivimos è un film del 2020 diretto da Carlos Sedes.
Pellicola drammatica spagnola con protagonisti Blanca Suárez e Javier Rey.

## Trama
1998. Isabel, una studentessa di giornalismo, è costretta a fare il tirocinio presso il giornale di una piccola città costiera galiziana per finire la laurea. All'arrivo vuole iniziare ad indagare il prima possibile, per mostrare tutto ciò che ha imparato, per diventare una vera giornalista. Però il posto che le hanno assegnato è l'ultimo che si aspettava: la redazione e la gestione dei necrologi che arrivano in redazione. Ma questo che all'inizio potrebbe sembrare noioso, diventa la porta per un'indagine che la porterà in diverse parti della geografia spagnola alla ricerca di una storia d'amore impossibile.

## Distribuzione
L'uscita del film è stata posticipata due volte a causa delle sofferte conseguenze dovute alla pandemia del COVID-19. Finalmente il 4 dicembre esce nei cinema spagnoli.